# Kartika Liotard
Kartika Tamara Liotard (ur. 26 czerwca 1971 w Voorburgu, zm. 1 sierpnia 2020) – holenderska polityk, posłanka do Parlamentu Europejskiego VI i VII kadencji.

## Życiorys
Studiowała prawo na Maastricht University, po czym pracowała w zawodzie, m.in. jako doradczyni w Ministerstwie Rolnictwa. Od lat 90. działa w Partii Socjalistycznej. W 2004 została wybrana na posłankę do Parlamentu Europejskiego. W 2009 uzyskała reelekcję. Zasiadła m.in. w Komisji Ochrony Środowiska Naturalnego, Zdrowia Publicznego i Bezpieczeństwa Żywności oraz frakcji eurokomunistów. W 2010 wystąpiła z Partii Socjalistycznej. W PE zasiadała do 2014, później zatrudniona jako urzędniczka w regionalnym biurze resortu gospodarki.